# Staatsschuldenquote in der Republik Moldau
Die Staatsschuldenquote der Republik Moldau gibt das Verhältnis zwischen den moldauischen Staatsschulden einerseits und dem moldauischen nominalen Bruttoinlandsprodukt andererseits an.

## Entwicklung in den letzten Jahren
Die Staatsschuldenquote Moldaus stieg zwischen 2008 und 2013 leicht an. Entsprach die Staatsverschuldung von 12,1 Mrd. Moldauischen Lei Ende 2008 einer Staatsschuldenquote von 19,3 %, so erreichte die Staatsschuldenquote Ende 2013 angesichts eines Schuldenstandes von dann inzwischen 23,9 Mrd. Moldauischen Lei einen Wert von 23,8 %.

## Prognostizierte Entwicklung
Der Internationale Währungsfonds geht davon aus, dass die Staatsschuldenquote Moldaus bis Ende 2019 bei einem Schuldenstand von dann 68,3 Mrd. Moldauische Leu auf 40,6 % ansteigt.